# Paloma cimarrona
Las palomas cimarronas (Columba livia domestica o Columba livia forma urbana), también llamadas palomas urbanas, palomas urbanas o palomas callejeras,   son descendientes de las palomas domésticas (Columba livia domestica) que han regresado a la naturaleza.  La paloma doméstica se crio originalmente a partir de la paloma bravía salvaje, que habita naturalmente en acantilados y montañas.  Las palomas bravías, domésticas y cimarronas son todas de la misma especie y se cruzan habitualmente. Las palomas cimarronas usan las repisas de los edificios en lugar de los acantilados marinos, se han adaptado a la vida urbana y abundan en pueblos y ciudades de gran parte del mundo. 
Debido a su capacidad para crear grandes cantidades de excrementos y de ser un vector ocasional de enfermedades para los humanos combinado con daños a cultivos y propiedades, las palomas se consideran en gran medida una molestia y una especie invasora, a menudo denominadas despectivamente "ratas con alas".    En muchos municipios se toman medidas para reducir su número o erradicarlos por completo.      

## Características físicas
Las palomas cimarronas son esencialmente del mismo tamaño y forma que las palomas salvajes originales, pero suelen mostrar una variación mucho mayor en color y patrón que sus ancestros salvajes. El patrón de barras azules que muestra la paloma bravía original es menos común en las áreas más urbanas. Las palomas urbanas tienden a tener un plumaje más oscuro que las de zonas más rurales. 

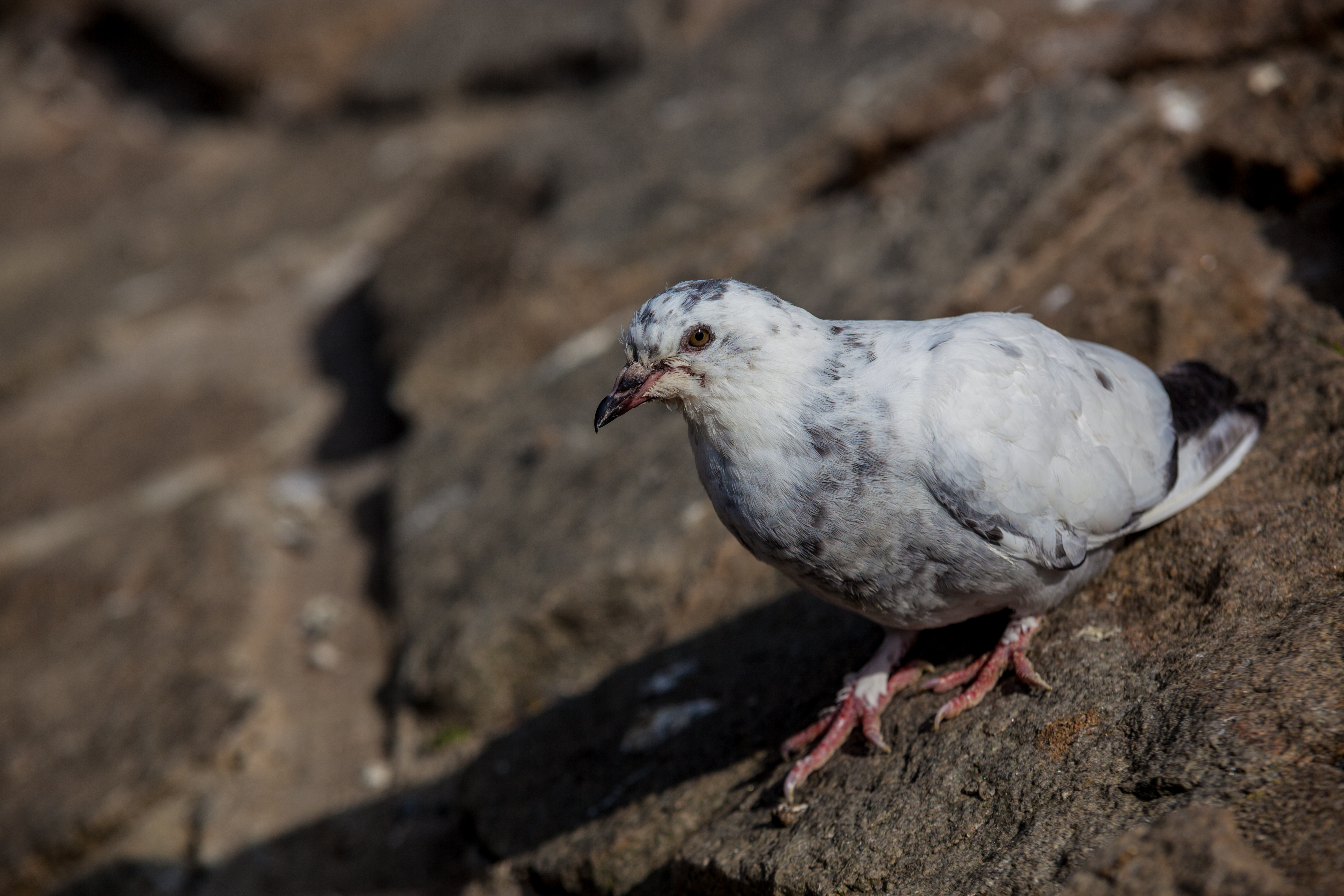
Blanca
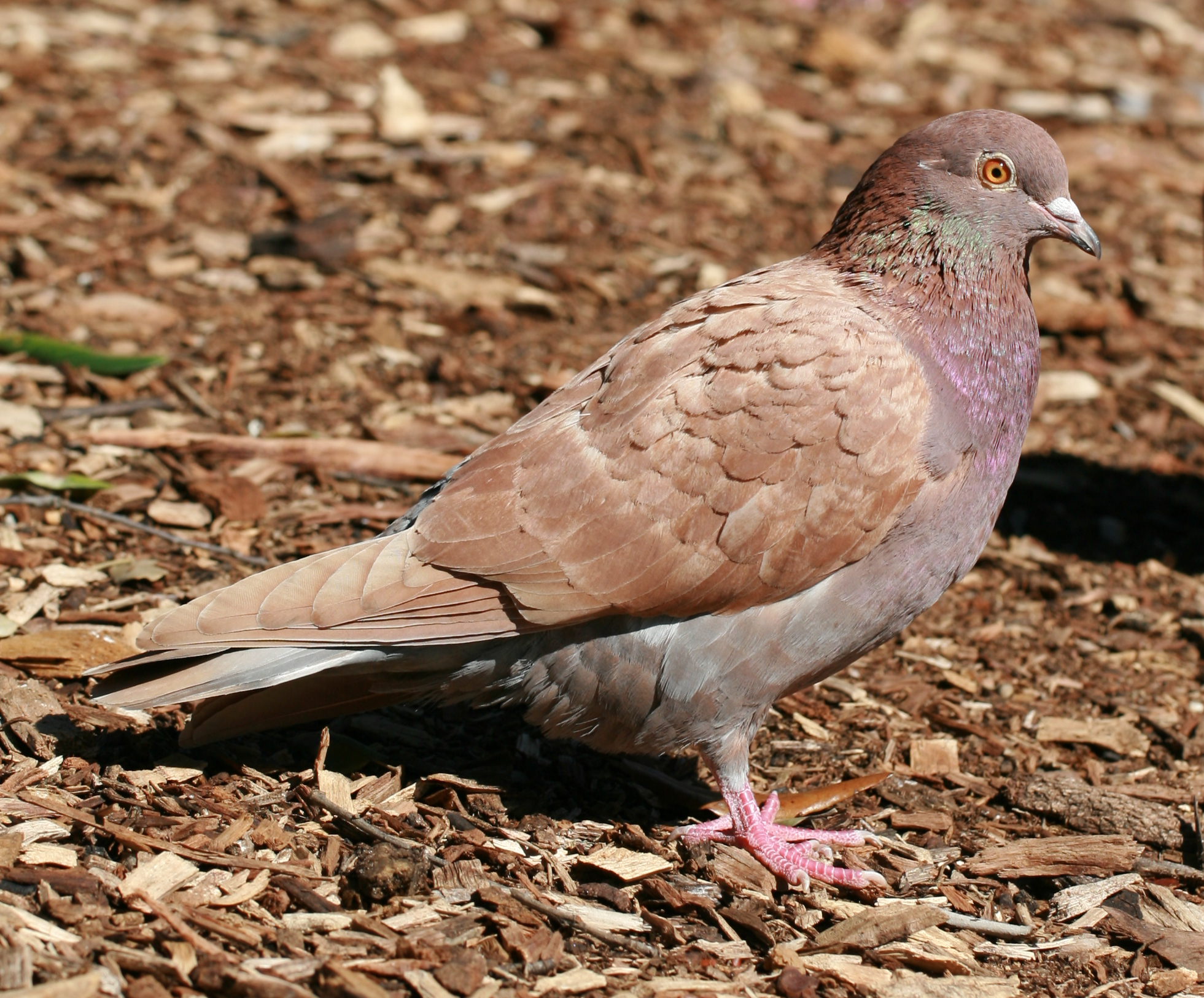
Marrón
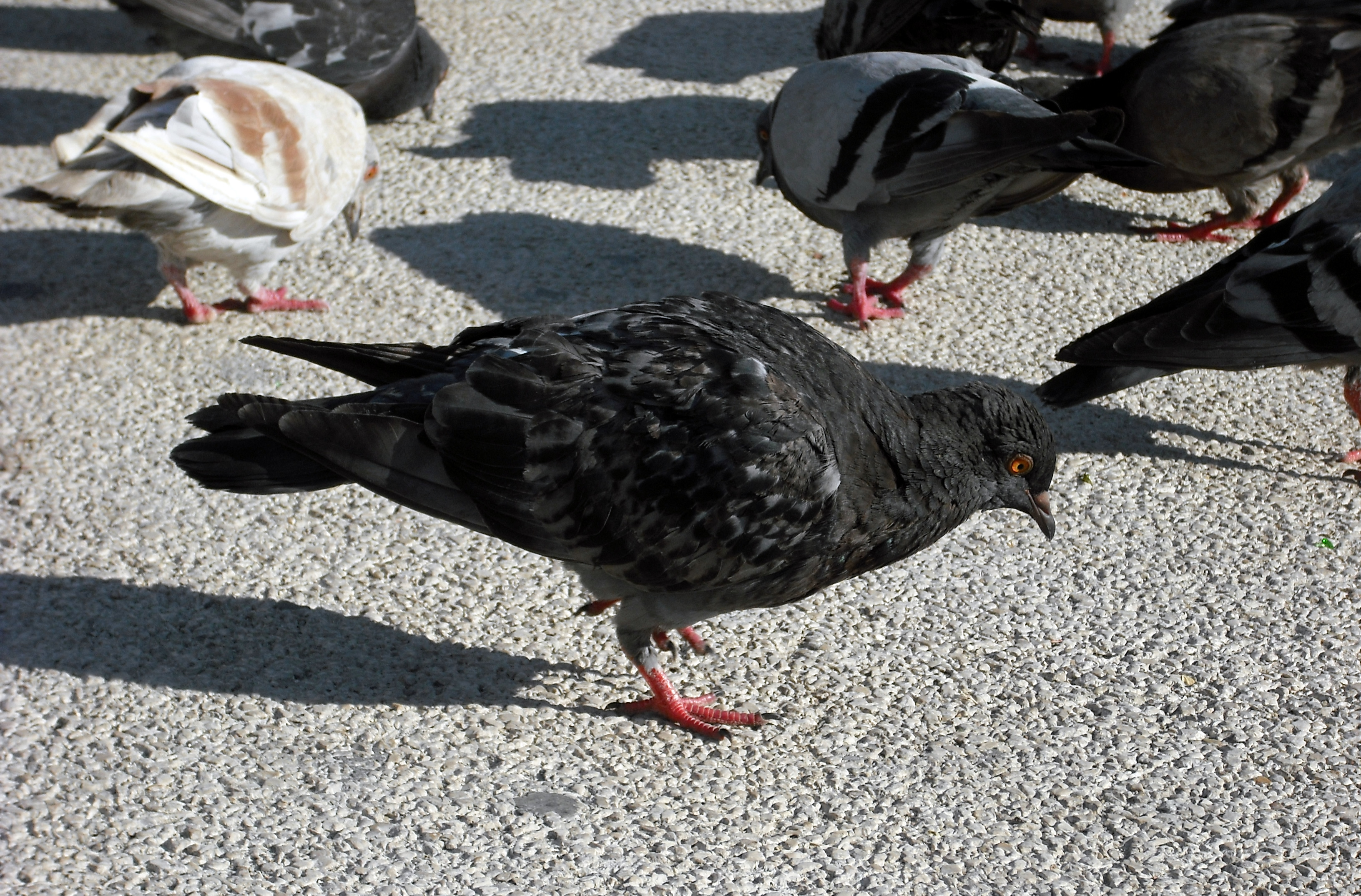
Negra
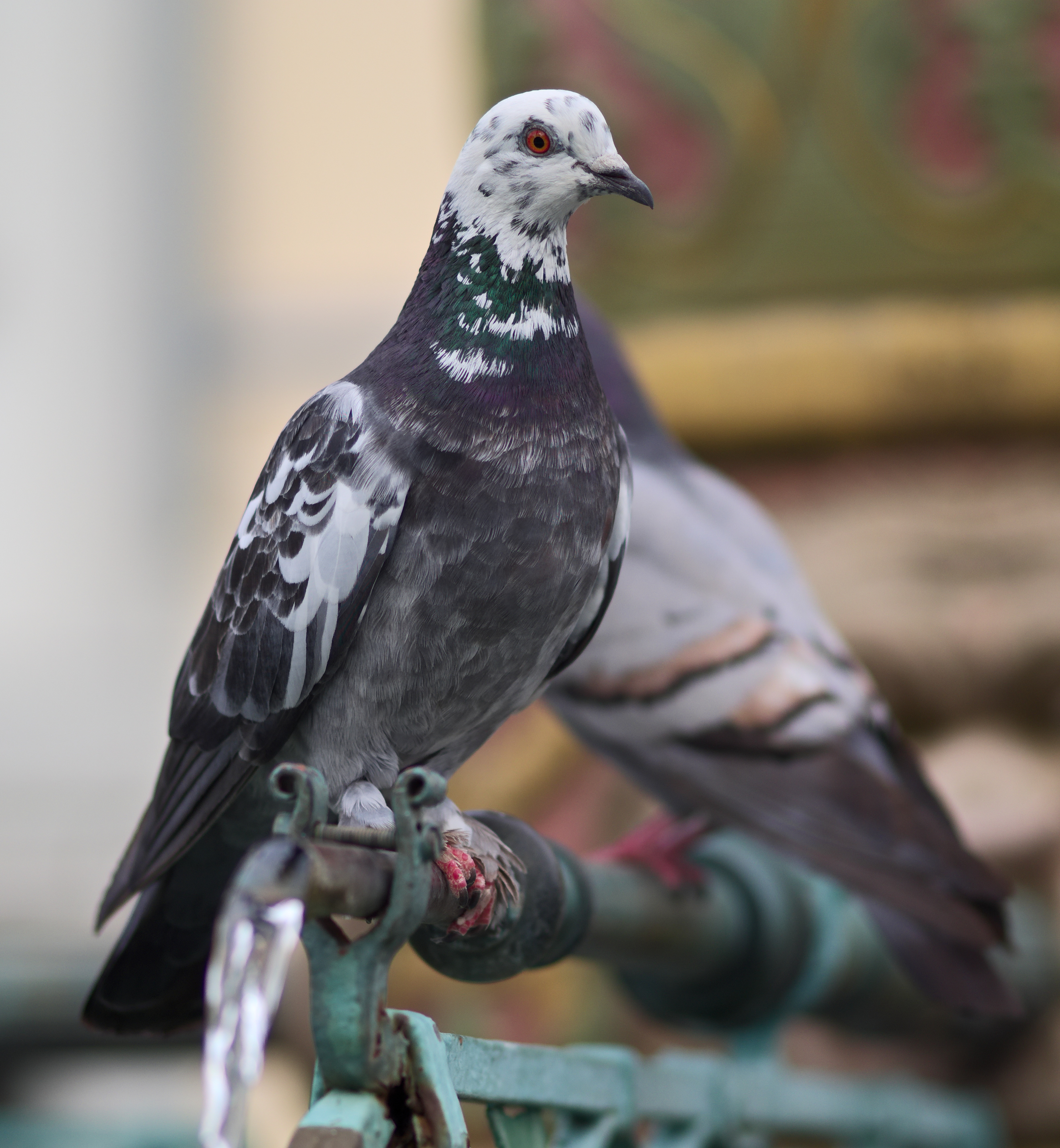
De varios colores
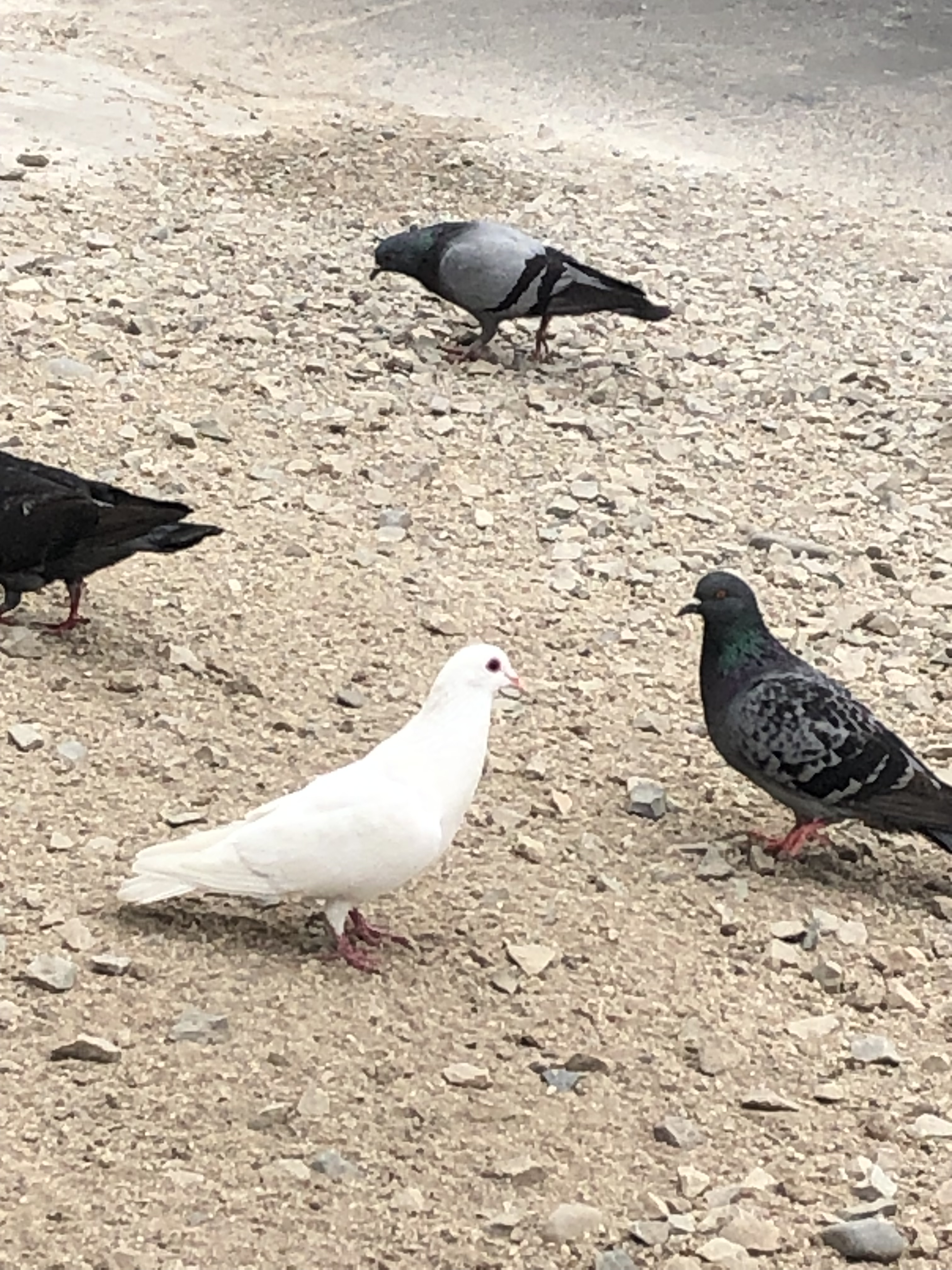
Albina (Centro)
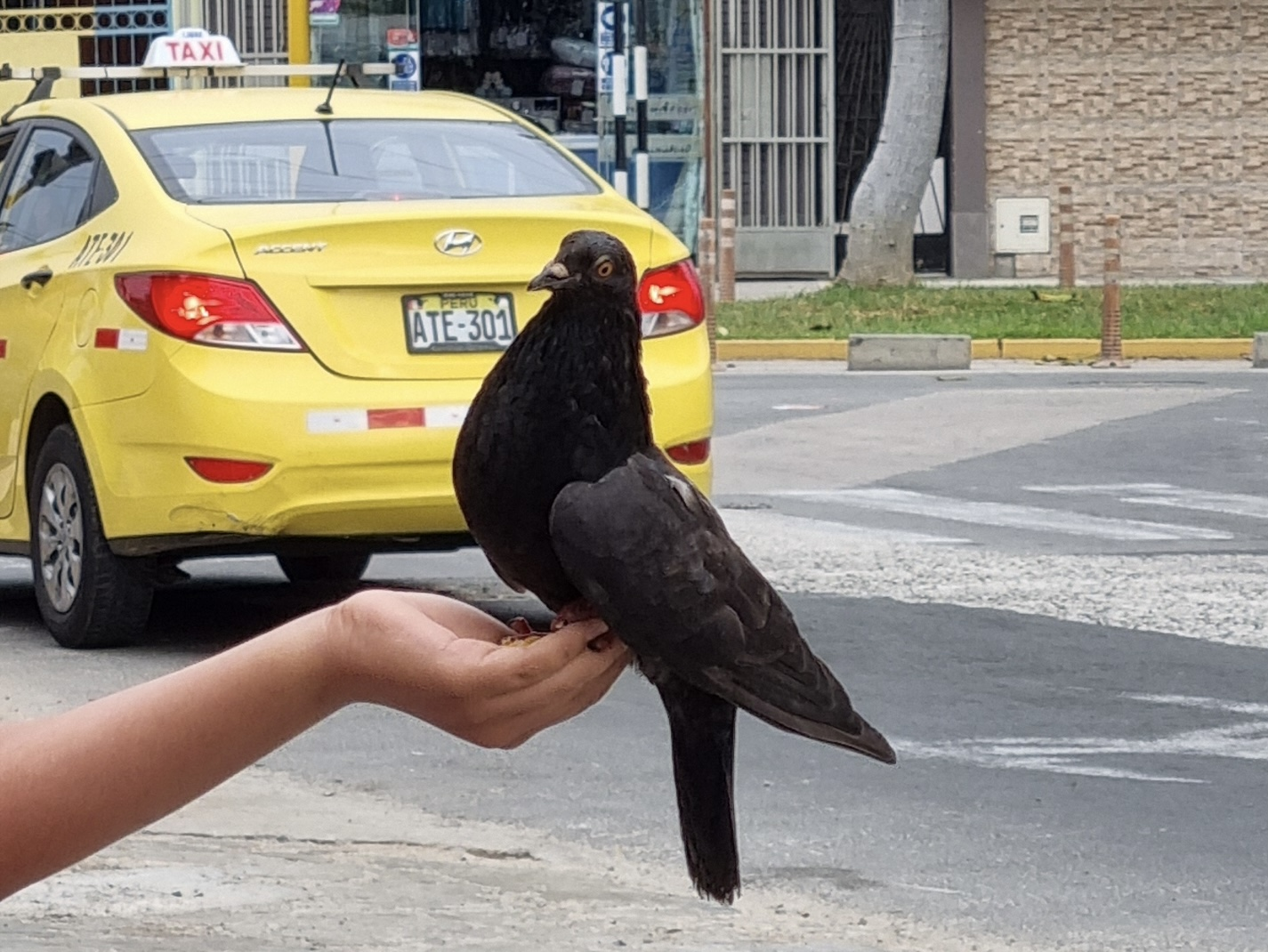
Negra en mi Mano